# Diploma de Honor del Presidente de la Federación Rusa
El Diploma de Honor del Presidente de la Federación Rusa  (en ruso: Почётная грамота Президента Российской Федерации) es un premio honorífico otorgado por el Presidente de la Federación Rusa a ciertos ciudadanos rusos meritorios como una forma de promoción y reconocimiento público. Fue establecido por Decreto Presidencial N.º 487 del 11 de abril de 2008.  El estatuto de concesión y el reglamento que rigen este premio fueron modificados en dos ocasiones, primero el 12 de enero de 2010 por Decreto Presidencial N.º 59 y nuevamente el 14 de enero de 2011 por Decreto Presidencial N.º 38

## Estatuto
El diploma constituye una forma de estímulo a ciertos ciudadanos por los méritos en la protección de la Patria y la garantía de la seguridad del estado, el fortalecimiento del estado de derecho, la protección de la salud y la vida, la protección de los derechos y libertades de los ciudadanos, la construcción del estado, la economía, ciencia, cultura, arte, educación, educación, deportes, actividades benéficas y otros servicios al estado.
El Certificado de Honor se otorga durante una ceremonia oficial por el presidente de Rusia  o en su nombre por el jefe de la Administración del Presidente, el representante plenipotenciario del Presidente en el distrito federal donde tenga su residencia la persona galardonada, o en nombre del jefe de la Administración Presidencial por otro funcionario. Los destinatarios del Certificado de Honor Presidencial de la Federación Rusa también reciben una insignia para usar en la ropa civil.

## Descripción

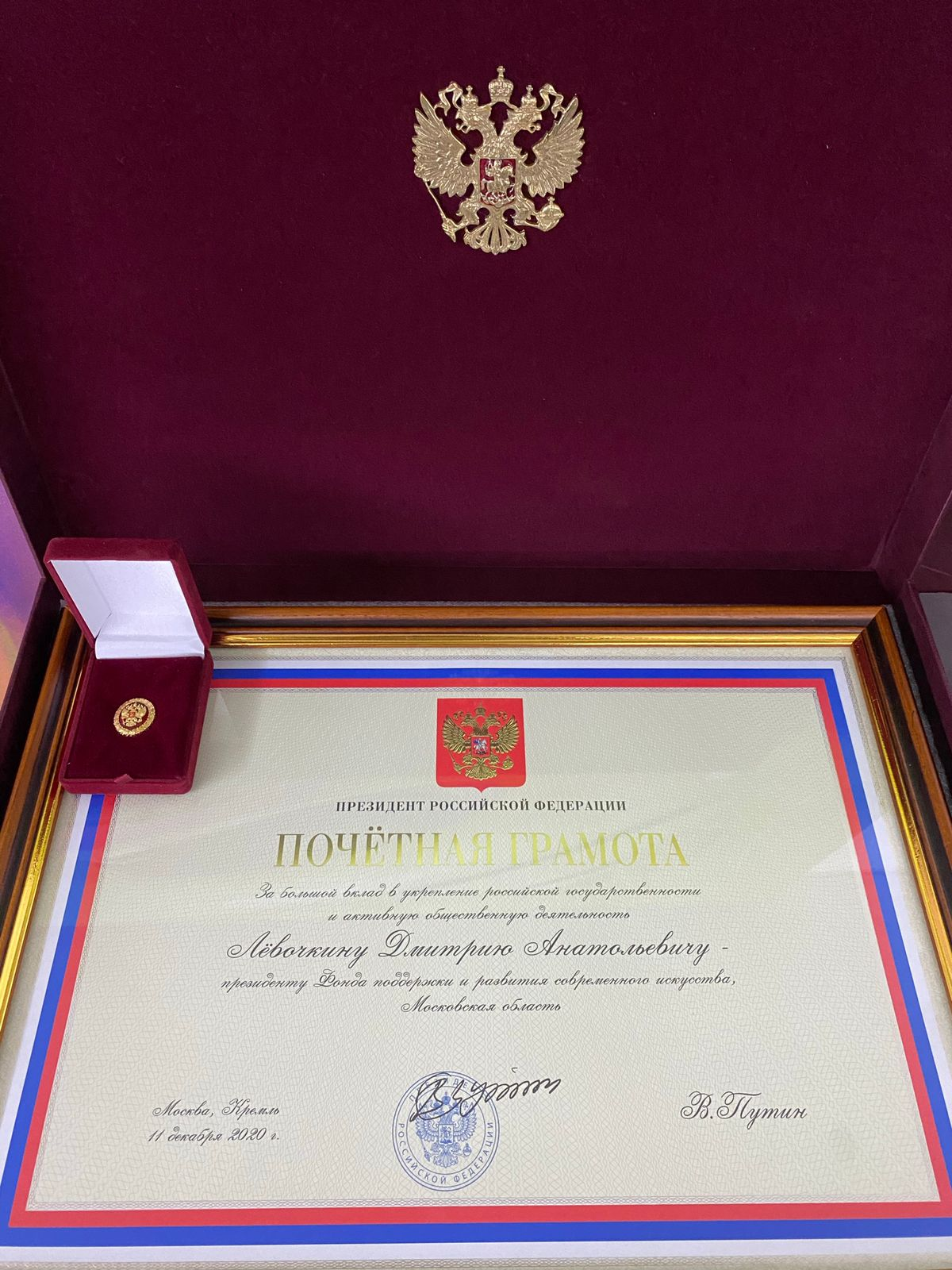
Diploma con insignia otorgado al coleccionista de arte ruso Dmitri Liovochkin

### Diploma
El certificado es rectangular y está bordeado por los colores nacionales de Rusia: blanco, azul y rojo. Arriba en el centro, se encuentra el escudo de armas de la Federación Rusa, inmediatamente debajo, la inscripción en letras doradas en dos líneas «Diploma de Honor Presidencial de la Federación Rusa» (en ruso: Почётная грамота Президента Российской Федерации). A continuación se incluye el nombre del destinatario y la mención del premio.

### Insignia
Junto con el Diploma, se entrega al premiado una Insignia de Honor para su uso con ropa civil en ocasiones especiales. 
El escudo de la insignia es circular fabricado en plata con un baño de oro, de 20 milímetros de diámetro, y consta de una corona de laureles dorada. En el anverso, el campo de la corona está cubierto con esmalte de rubí, en el centro hay una imagen superpuesta del Emblema del Estado de la Federación Rusa. En el reverso hay un pasador roscado con una tuerca para sujetar la insignia a la ropa y el número de identificación de la condecoración.